# نادية خيري
نادية خيري (10 ديسمبر 1984 -) ممثلة مصرية.

## عن حياتها
ممثلة مصرية، من مواليد القاهرة في 1984، تخرجت في كلية التجارة بجامعة القاهرة، وعملت في بداية حياتها المهنية بمجال التسويق، حتى علمت بأن المخرج (هاني خليفة) يقوم باختيار ممثلين شباب جدد لبطولة مسلسله (الجامعة) ونالت دور (ملك الخطيب) والذي حقق لها شهرة وانتشاراً واسعاً.
بعدها شاركت في عدة مسلسلات تليفزيونية، مثل: (سر علني) 2012، (فرح ليلى) 2013، و(صاحب السعادة) 2014.

## اعمالها
- 2011: الجامعة
- 2012: سر علني
- 2013: فرح ليلى
- 2014: صاحب
- 2016: الكيف
- 2018: أرض جو
- 2020: دماغ شيطان

## روابط خارجية
- نادية خيري على موقع الدهليز
- نادية خيري على موقع قاعدة بيانات الأفلام العربية